# Tultepec
Tultepec – miasto w Meksyku, w stanie Meksyk.